# GSC2274-617
GSC2274-617 є хімічно пекулярною зорею
спектрального класу
A5 й має видиму зоряну величину в
смузі V приблизно  9.9.
.